# 7.º Prêmio APCT
O 7.º Prêmio APCT foi um evento organizado pela Associação Paulista de Críticos Teatrais (APCT) com o propósito de premiar os melhores de 1962 na música erudita e no teatro brasileiro.

## Vencedores

### Música erudita
| Categoria             | Vencedor                                        |
| --------------------- | ----------------------------------------------- |
| Obra Sinfônica        | Concerto para Piano e Órgão                     |
| Solista               | Iris Bianchi (pianista)                         |
| Recitalista           | Yara Bernette (pianista)                        |
| Revelação             | Antonio Carlos Barbosa Lima (violinista)        |
| Conjunto Vocal        | Cantoria Ars Sacra                              |
| Conjunto de Câmara    | Trio Fritz Jank, Gino Alfonsi e Calixto Corazza |
| Regente               | Edoardo Guarnieri                               |
| Cantor                | Uli Wolff (soprano)                             |
| Personalidade Musical | Maestro Armando Belardi                         |
| Prêmios Especiais     | Dinorá de Carvalho                              |
| Prêmios Especiais     | Sociedade Ars Viva (Santos, SP)                 |
| Menção Honrosa        | Eudóxia de Barros                               |
| Menção Honrosa        | Osvaldo Lacerda                                 |
| Cantora Folclórica    | Ely Camargo                                     |

Votaram: Alberto Ricardi, Arthur Kauffmann, Caldeira Filho, Dinorá de Carvalho, José da Veiga Oliveira, Luis Ellmerich, Odette de Faria e Simão Jardanowski.

### Teatro
| Categoria             | Vencedor                                                      |
| --------------------- | ------------------------------------------------------------- |
| Espetáculo            | Festival de Comédia                                           |
| Autor                 | Dias Gomes A Revolução dos Beatos                             |
| Tradutor              | Cecília Meireles Yerma                                        |
| Diretor               | Augusto Boal Um Bonde Chamado Desejo e A Mandrágora           |
| Atriz                 | Maria Fernanda Um Bonde Chamado Desejo                        |
| Ator                  | Sérgio Brito Festival de Comédia                              |
| Cenógrafo             | Flávio Império Todo Anjo é Terrível e Um Bonde Chamado Desejo |
| Figurinista           | Maria Bonomi Yerma                                            |
| Coadjuvante masculino | Raul Cortez Yerma                                             |
| Revelação de figurino | Marie-Claire Vaneau                                           |
| Revelação de ator     | Silvio Zilber Calígula                                        |
| Personalidade         | Sábato Magaldi                                                |

Votaram: Adhemar Carvalhaes, Carlo Prina, Carlos von Schmidt, Décio de Almeida Prado, Delmiro Gonçalves, Enrico Schaeffer, Horácio de Andrade, Luis Ellmerich, Mário Júlio da Silva, Miroel Silveira, Paulo Fábio e Sábato Magaldi.